# Hesperomys
Hesperomys est une base de données de la nomenclature et de la taxonomie des mammifères fossiles et/ou éteints et autres animaux. Il contient des informations telles que la localité type, l'âge et les holotypes pour des dizaines de milliers de taxons.
Cette base sert de ressource aux scientifiques pour explorer la nomenclature et la taxonomie, l'historique d'un groupe et de l'ensemble de données et est utilisé pour extraire des données statistiques sur l'histoire de la biologie.

## Taille en 2024
En 2024 et selon Hesperomys, sur les 102 147 noms, 78 720 sont des mammifères.
Il y a 11 000 emplacements regroupés dans 4 430 régions, 367 périodes et 2 285 unités stratigraphiques. L'inventaire donne aussi 58 288 citations, et la localité type pour 58 973 noms et le spécimen type pour 42 427 noms.

## Wikidata
Cette base fait l'objet d'un projet dans wikidata.